# Digitogorgia kuekenthali
Digitogorgia kuekenthali is een zachte koraalsoort uit de familie Primnoidae. De koraalsoort komt uit het geslacht Digitogorgia. Digitogorgia kuekenthali werd in 2010 voor het eerst wetenschappelijk beschreven door Zapata-Guardiola & Lopez-González. 